# ویروسرم
ویروسرم (به انگلیسی: Veeravasaram) یک روستا در هند است که در آندرا پرادش واقع شده‌است.

## خصوصیات
ویروسرم ۶۴٬۱۴۲ نفر جمعیت دارد.